# Emil Sućeska
Emil Sućeska (Han-Pijesak, 28. travnja 1984.) je televizijski i filmski glumac.

## Filmografija

### Televizijske uloge
- "Hitna 94" kao Dr. Isak Geitz (2008.)
- "Hotel Babylon" kao Ed/Johnny (2006. – 2008.)
- "Zabranjena ljubav" kao Marko Kolarov (2008.)
- "Zauvijek susjedi" kao Anđelko (2007.)
- "Bitange i princeze" kao Vinko (2006.)

### Filmske uloge
- "Balkanski sindrom" kao Alen (u mladim danima) (2007.)
- "Zona Zamfirova" kao Jovan (2002.)

## Vanjske poveznice
- Emil Sućeska u internetskoj bazi filmova IMDb-u (engl.)